# Hadean

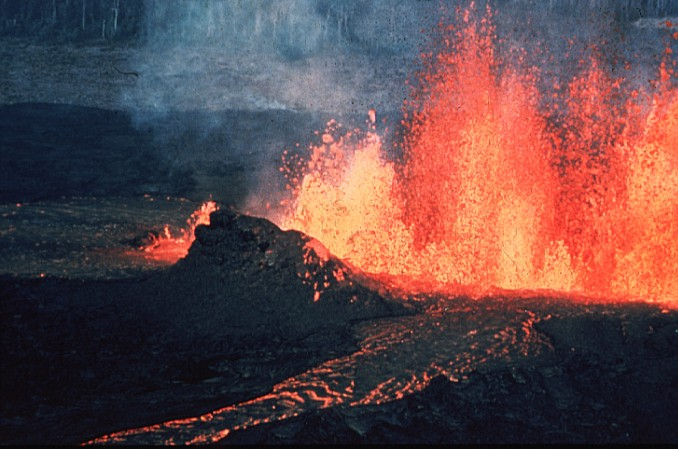
Hadeanul în viziunea autorului

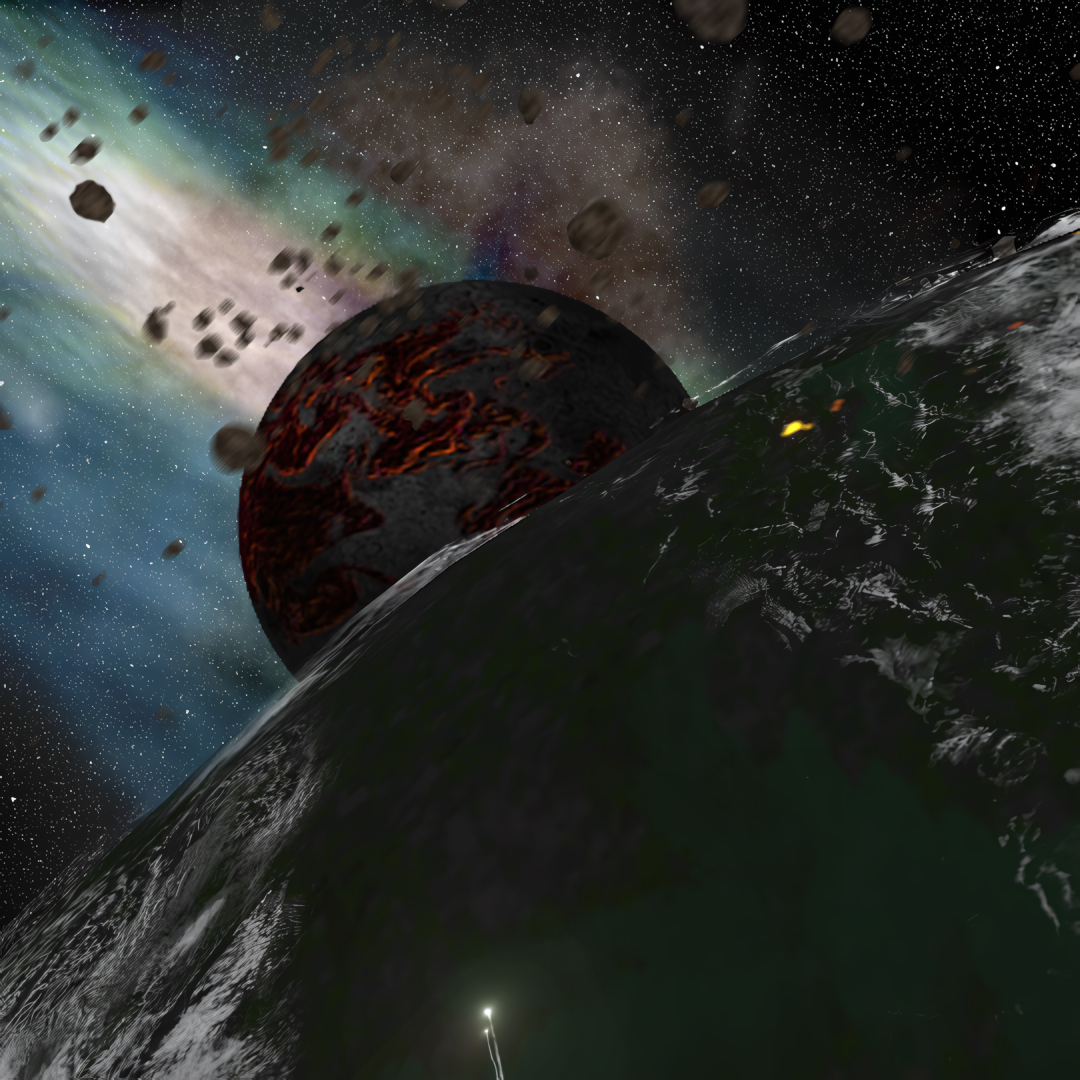
Ilustrație a Pământului și Lunii în Hadean

Hadeanul (de asemenea Priscoan) este primul eon geologic al Pământului, aflându-se înaintea Arhaicului. A început odată cu formarea Terrei acum aproximativ 4,6–4,5 miliarde de ani și s-a încheiat (conform CIS) în urmă cu 4,0 miliarde de ani. Denumirea „Hadean” provine de la Hades, zeul grec al lumii subpământene, în legătură cu „condițiile infernale”, de pe Pământ la acel moment: planeta tocmai era formată și era încă foarte caldă din cauza vulcanismul excesiv, domina o suprafață parțial topită și existau coliziuni frecvente cu alte corpuri din sistemul solar.
Geologul Preston Cloud a inventat termenul în 1972, inițial pentru a eticheta perioada înainte de cele mai vechi roci cunoscute, de pe Pământ. W. Brian Harland mai târziu a inventat un termen aproape sinonim: „perioada de Priscoan”. Alte texte, mai timpurii, inclusiv ilustrațiile aferente ale Muzeului Național de Geologie se referă la eonul dat sub numele de pre-Arhaic.
Zilele de la începutul eonului Hadean durau în medie 6 ore și erau aproximativ egale cu perioada orbitală a Lunii, dar în cele din urmă durata a crescut rapid.
La începutul Hadeanului, Luna se afla la marginea limitei Roche, adică la o distanță de aproximativ 17.000 km de Pământ, ulterior distanța dintre Pământ și Lună crescând rapid (cu cca. 10 km/an). Până la sfârșitul perioadei, rata de îndepărtare Hadeanică a Lunii față de Pământ s-a redus la 4 cm/an, iar distanța dintre ele la momentul respectiv era de aproximativ 150.000 km.
Relieful amintea de actuală suprafață meteoritică a Lunii, dar a fost aplatizat ca urmare a cutremurelor puternice și aproape continue care au acoperit învelișul extern de substanța primară gri cu un strat gros de regolit.
O dată cu încheierea formării Lunii și a bombardamentului masiv cu asteroizi, scoarța terestră s-a răcit până la un nivel acceptabil apariției apei în formă lichidă. 
Aceste schimbări fizice (temperatură, compoziție atmosferică, bombardament meteoric cu frecvență scăzută) au permis apariția fenomenelor chimice complexe care au dus ulterior și la apariția vieții (abiogeneză).